# Henry Koplik

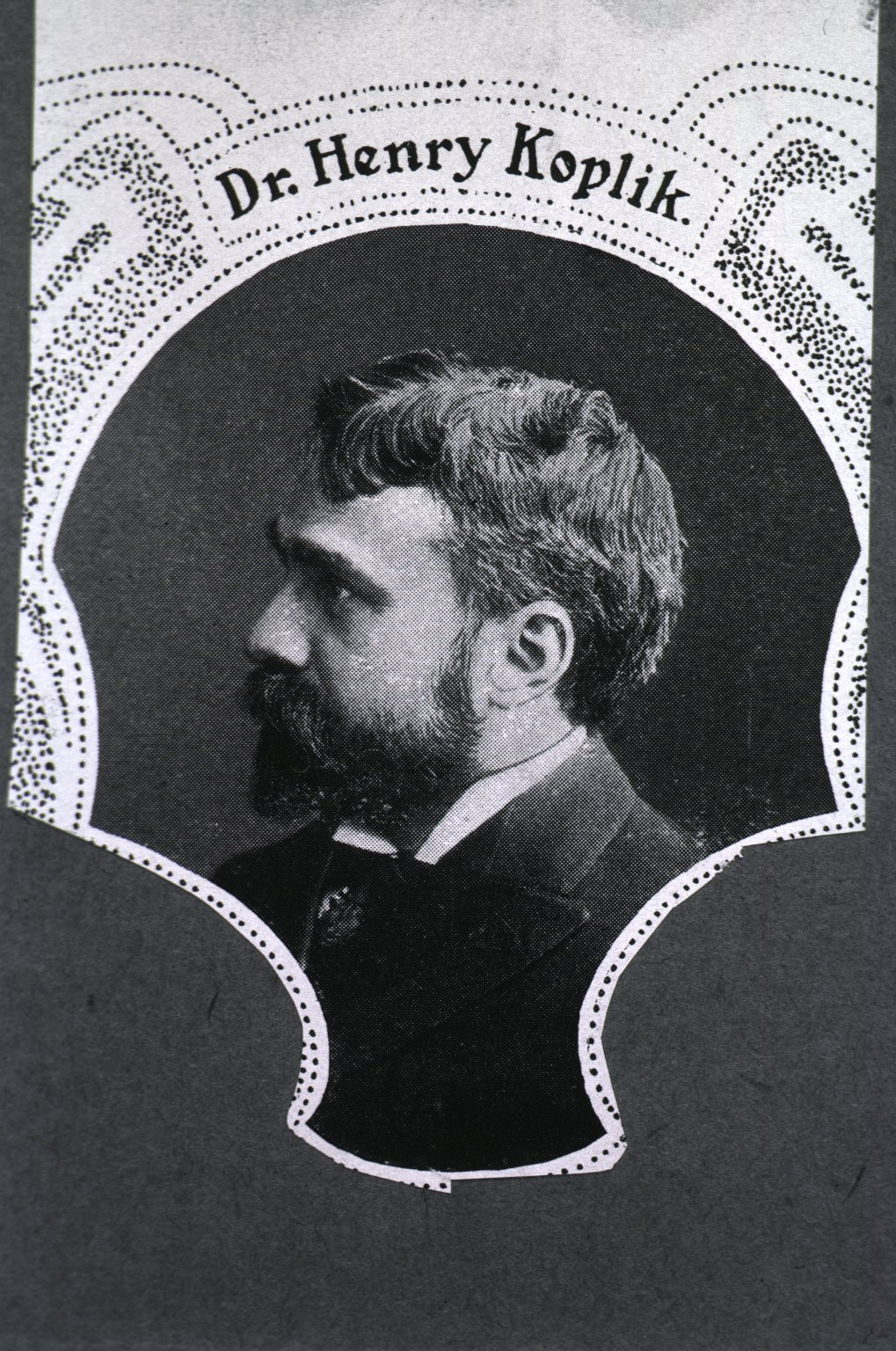
Henry Koplik

Henry Koplik (ur. 28 października 1858 w Nowym Jorku, zm. 30 kwietnia 1927 tamże) – amerykański lekarz pediatra. Jako pierwszy opisał objaw charakterystyczny dla odry, znany do dziś jako plamki Koplika. Jeden z założycieli American Paediatric Society. Był autorem podręcznika chorób dzieci, Diseases of Infancy and Childhood (New York, 1902).